# Ménisque latéral de l'articulation du genou
Le ménisque latéral du genou (ou fibrocartilage semi-lunaire externe du genou ou ménisque interarticulaire externe du genou) est une formation fibrocartilagineuse qui est placée entre le condyle latéral du fémur et le condyle latéral de la surface articulaire supérieure du tibia. Il complète le ménisque médial de l'articulation du genou pour former une ceinture méniscale entre les surface articulaires du fémur et du tibia intervenant dans l'articulation fémoro-tibiale.

## Description
Le ménisque latéral du genou est une lame prismatique triangulaire recourbée en C presque fermé et ouvert médialement.
Sa corne antérieure se fixe sur le tibia en avant de l'éminence intercondylaire et latéralement et en arrière du ligament croisé antérieur. L'attache antérieure est tordue sur elle-même de sorte que sa marge libre regarde vers l'arrière et vers le haut.
Sa corne postérieure est fixée en arrière de ce massif et devant la corne postérieure du ménisque médial.
Extérieurement il adhère à la capsule articulaire sauf au niveau de son segment antérieur formant le hiatus poplité permettant le passage du tendon du muscle poplité.
La corne postérieure est reliée au condyle médial du fémur par le ligament ménisco-fémoral postérieur. Sa corne antérieure est reliée à la face latérale du ligament croisé antérieur et par son intermédiaire au condyle latéral du fémur par le ligament ménisco-fémoral antérieur. Ces ligaments limite la laxité postérieure et la sortie latérale du ménisque.
Le bord antérieur de la corne antérieure est reliée à la corne antérieure du ménisque médial par le ligament transverse du genou derrière le corps adipeux infrapatellaire.

## Aspect clinique
Les ménisques peuvent être blessé lors d'un traumatisme ou d'une pratique sportive. Le ménisque latéral est moins susceptible d'être blessé ou déchiré que le ménisque médial. Le diagnostic de déchirure du ménisque latéral se fait avec le test de McMurray ou avec le test de compression d'Apley.
Si une déchirure est détectée, le traitement dépend du type et de la taille de la déchirure. Les petites déchirures peuvent être traitées de manière conservatrice, avec du repos, de la glace et des analgésiques jusqu'à ce que la douleur soit maîtrisée, puis l'exercice peut être commencé avec une intensité progressivement croissante, pour améliorer l'amplitude des mouvements et réduire l'enflure. Les déchirures plus graves du ménisque latéral nécessitent une réparation ou une ablation chirurgicale, qui peut souvent être effectuée sous arthroscopie. Un gonflement et une raideur du genou peuvent survenir lorsque vous avez un ménisque latéral déchiré.